# Rhopalophora venezuelensis
Rhopalophora venezuelensis là một loài bọ cánh cứng trong họ Cerambycidae.